# El Coll (Sant Joan de les Abadesses)
el Coll és un mas a poc més de mig km al NO de la vila de Sant Joan de les Abadesses (el Ripollès) conformat un conjunt d'edificacions força notables i construïdes aprofitant el desnivell del terreny que formen el conjunt del mas Coll i estan inclosos en l'Inventari del Patrimoni Arquitectònic de Catalunya.

## Arquitectura
El nucli central és l'habitacle que consta de tres plantes, quedant les corts a la primera i a les altres dues l'estatge. A la façana principal d'aquest nucli central s'obren dues galeries, una a la segona planta i l'altra a la tercera, de tres finestrals cadascuna i en forma d'arcada. Les dues eixides són totalment idèntiques.
Posseeix dues grans pallisses, també de dues plantes cadascuna, una situada a l'era de batre i l'altra prop del camí, per sota l'era. La porta que dona accés a l'habitatge es troba al cantó posterior o darrere del cos principal de la masia. Totes les teulades són a dos vessants malgrat alguna cabanota arreglat recentment sense gaire importància.

## Història
Al capbreu de l'abat de Vilalba del 1397 de l'arxiu del monestir de Sant Joan de les Abadesses ve citat el mas Coll d'Auceja amb el nom de Pere Coll d'Auceja. En els segles posteriors al XIV la masia sempre ve inscrita amb el nom de Coll d'Auceja, fins al segle xviii quan es troba per primera vegada com el mas Coll d'en Bellapart.
El mot d'Auceja ja ve citat com una vila l'any 887 quan la repoblació de la vall juntament amb Genebrosa, Perrella i Sintigosa. Datació per font (Arxiu del monestir de Sant Joan de les Abadesses).